# Anatoli Kaixtan
Anatoli Kaixtan (en ucraïnès Анатолий Каштан; 25 d'abril de 1987) va ser un ciclista ucraïnès.

## Palmarès
- 2007
  - 1r al Mainfranken-Tour i vencedor d'una etapa
- 2008
  - 1r al Gran Premi Polverini
- 2009
  - 1r al Gran Premi Polverini
- 2010
  - 1r a la Milà-Tortona
  - 1r al Gran Premi San Basso
- 2011
  - 1r al Trofeu Di Pietro Immobiliare